# Traduzione della letteratura per l'infanzia e l'adolescenza

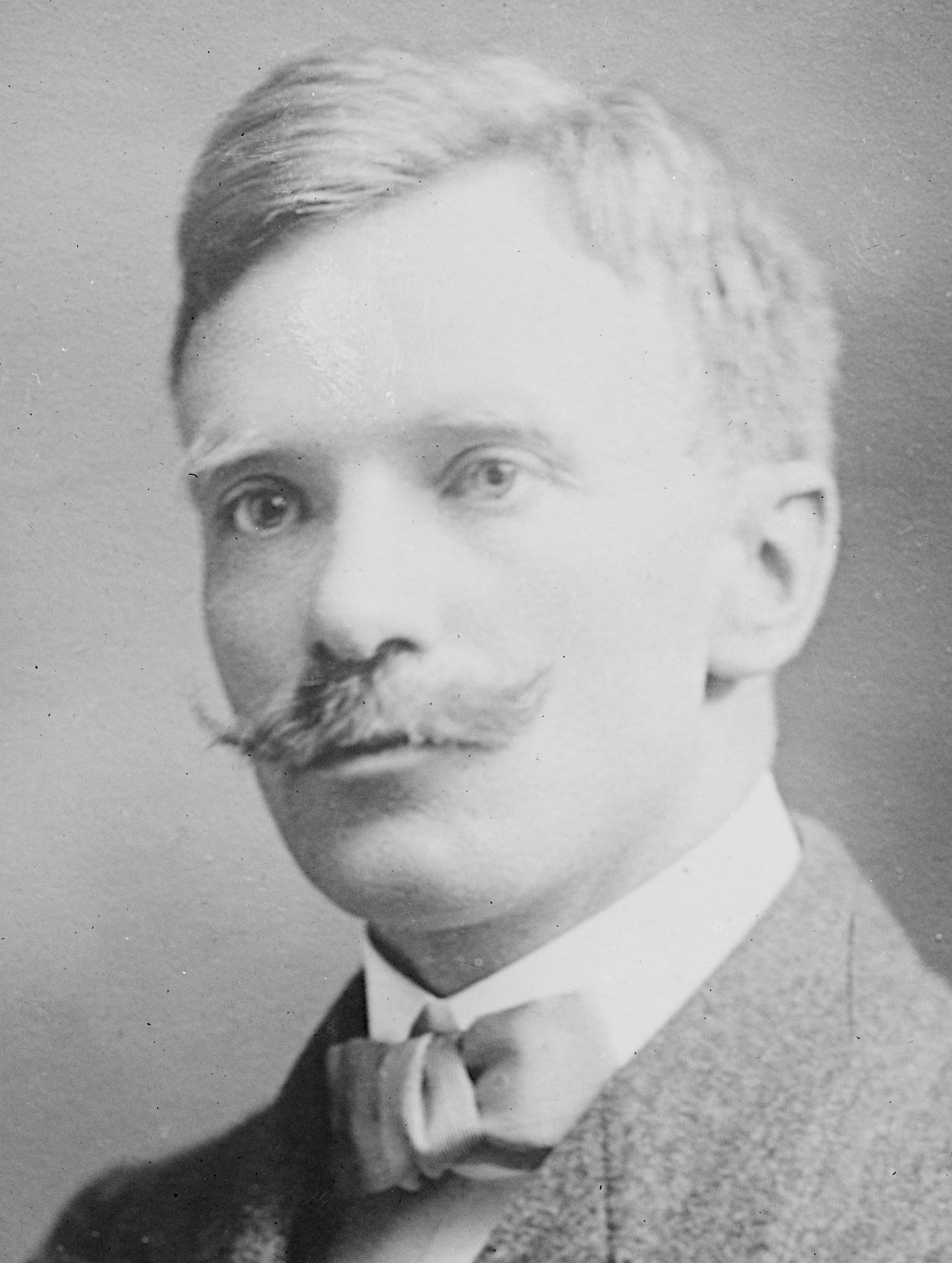
Paul Hazard, autore di Les livres, les enfants et les hommes.

La traduzione della letteratura per l'infanzia e l'adolescenza ha contribuito a diffondere nel mondo la letteratura per ragazzi. La dimensione internazionale che viene attribuita alla letteratura per l'infanzia e l'adolescenza e la funzione di apertura culturale che le viene attribuita spiegano l'importanza che acquisisce la traduzione in questo settore. Negli anni immediatamente successivi al primo conflitto mondiale, si fa strada l'idea che i libri che i libri per l'infanzia e l'adolescenza possano svolgere un ruolo importante nell'instaurazione di relazioni pacifiche tra i popoli. L’idea secondo la quale i libri rivolti a bambini e ragazzi possano permettere la scoperta di nuovi mondi e favorire così l'intesa tra i popoli è ben testimoniata da Paul Hazard, il quale, nel volume Les livres, les enfants et les hommes sottolinea che i libri destinati ai bambini permettono ai piccoli lettori di scoprire altre culture, alimentando la solidarietà tra i popoli, oltre le barriere naturali e le frontiere nazionali.
È su questi principi che si basa l’organizzazione internazionale IBBY. Fondata da Jella Lepman nel 1953 a Zurigo come International Understanding through Children’s Books, IBBY consta di sedi in 80 paesi del mondo, ed è promotrice di numerose iniziative che mirano a diffondere la letteratura per l'infanzia e per l'adolescenza nel mondo e a costruire ponti tra le nazioni. La più nota tra queste iniziative è rappresentata dal Premio Hans Christian Andersen, considerato il più prestigioso riconoscimento destinato ad autori ed illustratori di libri per bambini e ragazzi, tanto da essere denominato il “piccolo premio Nobel”. Tra le numerose attività promosse da IBBY si evidenziano anche iniziative relative all'accesso ai libri a bambini di paesi colpiti da guerre, calamità naturali, e povertà (IBBY Children in Crisis Fund), alla promozione della lettura tra bambini e ragazzi (IBBY-Asahi Reading Promotion Award), all'inclusione delle disabilità (Collection of Books for Young People with Disabilities), all'accoglienza (Silent Books), all'interculturalità (IBBY Honour List). IBBY Honour List in particolare, è un progetto che evidenzia la rilevanza della traduzione nella letteratura per l'infanzia e l'adolescenza: i libri ritenuti più adeguati per la loro potenzialità a favorire la comprensione tra diverse culture vengono proposti ad una pubblicazione internazionale attraverso la traduzione in più lingue. I libri giudicati annualmente migliori da tutti i paesi aderenti ad IBBY vengono accolti nella Biblioteca Internazionale della Gioventù di Monaco, considerata come la più importante biblioteca internazionale. La Biblioteca, fondata anch’essa da Jella Lepman, propone un altro importante premio per la letteratura per l’infanzia e l’adolescenza, il James Krüss Prize.
Se negli anni sessanta, anche grazie ad IBBY, emerse per la prima volta l'interesse accademico nei confronti della letteratura giovanile (l'Università di Padova figura tra gli atenei pionieristici nel proporre una disciplina specializzata), solo in tempi recenti essa raggiunge la piena legittimazione. Sostenuta dalla costante crescita editoriale, che la rende uno dei segmenti maggiormente redditizi, la letteratura per l'infanzia e l'adolescenza attira una sempre maggiore attenzione a livello internazionale. La traduzione di libri per l'infanzia e l'adolescenza beneficia di questa crescente attenzione: di fronte all'aumento delle traduzioni di libri per l'infanzia e l'adolescenza negli ultimi anni, un aumento che viene definito esponenziale, si moltiplicano le monografie dedicate alla traduzione per l'infanza e l'adolescenza, i numeri monografici in riviste di traduttologia, e i convegni internazionali che hanno come oggetto la traduzione di libri per l'infanzia e l'adolescenza.

## Definizione di traduzione per l'infanzia e l'adolescenza
Quando parliamo di traduzione di opere per l'infanzia e l'adolescenza, intendiamo la traduzione di opere che vengono definite come tali sulla base della prospettiva di chi le scrive, chi le pubblica o chi le legge. Solo in tempi recenti, essa ha assunto la valenza di un vero e proprio ambito traduttologico.
La traduzione della letteratura per l'infanzia e l'adolescenza deve tener conto delle caratteristiche della letteratura da cui emana, ovvero:
1. la comunicazione asimmetrica che si presuppone tra l'adulto (emittente) e il destinatario (bambino);[24]
2. il doppio pubblico, che comprende sia i bambini nel loro ruolo di lettori e ascoltatori, sia gli adulti nel loro ruolo di consumatori, critici, mediatori e lettori (ad alta voce).[24]. La presenza di questo duplice destinatario è particolarmente problematica per il traduttore. Diversi studiosi sostengono che il traduttore sia costretto a fare una scelta esclusiva a proposito del lettore a cui rivolgersi.[25]

La relazione asimmetrica adulto-bambino interessa tutti gli adulti coinvolti nella produzione, distribuzione e ricezione della letteratura per l'infanzia e l'adolescenza: autori, editori, redattori e specialisti di marketing, genitori, insegnanti e così via. Nelle prime traduzioni di libri per l'infanzia e l'adolescenza, si sono riscontrate varie forme di adattamento, spesso anonime. Gli adattamenti sono spesso di tipo culturale, in quanto vengono rimossi o sostituiti elementi specifici della cultura perché giudicati troppo difficili per i bambini, o semplicemente inadatti al giovane pubblico di riferimento. Ciò avviene per esempio con i realia, ma l'dattamento può anche riguardare temi tabù come la sessualità, la nudità, la violenza e la morte. Nel fare ciò, coloro che adattano il testo, esprimono (consapevolmente o meno) una specifica immagine del bambino, che deriva sia dal loro personale contesto situazionale, sia dal più ampio contesto culturale, ovvero sia dalla loro infanzia e dalle loro esperienze di vita con i bambini, sia dai valori che la loro società o gruppo sociale cerca di trasmettere alle giovani generazioni.. Katharina Reiss, linguista e traduttrice tedesca, ha individuato tre fattori come principali cause che spiegano il ricorrere dell'adattamento nella traduzione di libri per l'infanzia e l'adolescenza: la competenza linguistica imperfetta del giovane lettore, la sua conoscenza limitata del mondo e i tabù. L’adattamento può inoltre essere motivato dalla volontà di rendere il libro più appetibile all’acquisto da parte di un pubblico internazionale; può anche riflettere la volontà dell’adulto di educare il bambino.
Le pratiche di adattamento riducono l'incontro con la diversità e cambiano la relazione che i destinatari avrebbero potuto stabilire tra le storie lette e le culture di origine, come hanno dimostrato alcuni ricercatori come Kaniklidou e House che si sono focalizzati sull'ideologia e hanno riportato molti esempi di filtraggio culturale. Secondo Alvstad, la manipolazione ideologica, paragonabile all'idea di "purificazione" di Klingberg costituisce, sotto certi punti di vista, una forma di censura del testo originale, in quanto la traduzione può subire un adattamento tale da deformarne il contenuto. Secondo Shavit, il fatto che la letteratura per l’infanzia e l’adolescenza non sia canonizzata come altri tipi di letteratura rende il traduttore più libero di adattare e di manipolare. Questo spiega che versioni abbreviate o modificate del testo originale siano più frequenti nei libri per l'infanzia e l'adolescenza.
Dagli anni duemila si rileva un'attenzione crescente allo studio della traduzione di testi destinati alla letteratura per l'infanzia e l'adolescenza in una prospettiva di genere. I primi approcci a tale tipo di traduzione nascono negli anni ottanta da un gruppo di teoriche femministe che creano una scuola canadese sulla traduzione femminista; gli anni duemila, tuttavia, costituiscono il periodo in cui vengono prodotti in misura sempre maggiore contributi sulla traduzione in una prospettiva di genere. Sebbene gli studi in questa direzione stiano aumentando, va sottolineato che non esiste ancora un approccio teorico definito per affrontare la questione. Come già evidenziato, le traduzioni apportano il più delle volte cambiamenti ai testi originali, per diverse motivazioni e necessità. In una prospettiva di genere, questi adattamenti risentono del condizionamento che viene dal contesto storico-sociale, oltre che dal pubblico di riferimento. Le manipolazioni dei testi possono allora interessare temi che sono solitamente considerati come controversi o come tabù., come la sessualità. La traduzione può ridimensionare o addirittura censurare tali tematiche. Concretamente tutto ciò si è potuto tradurre nel ricorso a strategie di vario tipo, compreso l'inserimento di commenti moraleggianti da parte del traduttore.

## Storia della traduzione per l'infanzia e l'adolescenza

### Anni sessanta e settanta
Intorno agli anni sessanta, i primi studi sulla letteratura per l'infanzia e l'adolescenza in traduzione riflettono la valenza interculturale che le viene attribuita, in un'ottica di apertura all'alterità come strumento per favorire la comprensione internazionale. Questo è l'obiettivo dichiarato del volume curato da Lisa Christina Persson nel 1962. La bibliotecaria americana Virginia Haviland sosteneva con passione che i libri di altri paesi rappresentassero un arricchimento significativo per i giovani lettori negli Stati Uniti. Nella stessa ottica di Persson, Richard Bamberger sottolineava l'importanza delle traduzioni come strumento a sostegno della comprensione internazionale, per il tramite di quella che configurava come una vera e propria letteratura mondiale, che avrebbe permesso ai bambini di godere degli stessi piaceri nella lettura e di coltivare e condividere ideali e speranze.. È in questo contesto che prende avvio una riflessione critica e accademica sulla traduzione della letteratura per l'infanzia e l'adolescenza. Le teorie traduttive proposte in questo periodo seguono in larga parte il cosiddetto approccio "source-oriented". Questo orientamento vede la traduzione libera e l'adattazione del testo come pratiche non rispettose dell'identità del testo letterario e, conseguentemente, da evitare.

### Anni ottanta
Gli anni ottanta vedono crescere l'interesse dei traduttologi nei confronti della letteratura per l'infanzia e l'adolescenza. Nel 1980, Gideon Toury pubblica In search of a theory of translation. In questo volumen si propone per la prima volta un approccio descrittivo alla traduzione letteraria della letteratura infantile e adolescenziale. Al saggio di Toury segue, nel 1981, un articolo della traduttologa Zohar Shavit, che inaugura più ufficialmente l'approcio descrittivo e "target-oriented" verso la letteratura dell'infanzia e dell'adolescenza. Secondo il pensiero di Shavit, il traduttore può e deve manipolare il testo di partenza, prestando particolare attenzione a ciò che egli pensa siano le competenze di lettura e la conoscenza del mondo del lettore e a ciò che egli ritiene giusto da un punto di vista morale. Si può osservare un evidente stacco dalla teoria "source-oriented" degi anni sessanta e settanta: in questo caso la traduzione inizia a essere regolata sulla basa delle norme della cultura di arrivo.
Accanto a Toury e Shavit si colloca anche la traduttologa tedesca Katharina Reiβ che pone l'accento su tre caratteristiche essenziali della letteratura dell'infanzia e adolescenza, fino ad allora non ancora ampiamente evidenziate. In primo luogo, Reiβ sottolinea come esista un'asimmetria di età nella relazione tra il traduttore e il destinatario, di cui il primo dovrà cercare di tenere conto. A seguire, la traduttologa fa luce sulla pressione che i mediatori del libro possono esercitare sul traduttore che, conseguentemente, potrebbe essere portato a modificare la traduzione. Infine, Reiβ fa riferimento alle conoscenze del mondo da parte del lettore: vista la giovane età queste non potranno che essere di natura limitata.
Ulteriore figura di spicco per la traduzione di opere per l'infanzia l'adolescenza negli anni ottanta è Göte Klingberg. Allontanandosi dalle sue precedenti teorie, nel 1986 Klinberg dà alle stampe Children's fictions in the hands of translators, un'importante monografia nella quale si presenta una teoria organica dedicata a questa branca della traduzione letteraria, fondata su un approccio eminentemente prescrittivo. In quest'opera lo studioso introduce il concetto di "cultural adaptation" come tratto peculiare della traduzione per l'infanzia e l'adolescenza. Klingberg, nello specifico, definisce l'insieme delle strategie traduttive di adattamento dei più svariati riferimenti culturali nel testo di arrivo. Per lo studioso, il testo di arrivo deve presentare lo stesso livello di difficoltà del testo di partenza: il traduttore dovrà cercare di rimanere fedele al testo di partenza, rispettandone la culturalità.

### Anni novanta
Per la traduzione della letteratura di infanzia e adolescenza, gli anni novanta sono un periodo che prepara la strada alle teorie traduttologiche che vedranno la luce a partire dagli anni duemila. Si assiste a un aumento degli studi critici sulla traduzione per l'infanzia e l'adolescenza, a dimostrazione del crescente interesse da parte di critici e studiosi. Nel panorama teorico del decennio si distinguono le riflessioni di Riitta Oittinen, Emer O’Sullivan e Tiina Puurtinen. Grazie a numerosi articoli, le traduttologhe pongono le basi per le loro teorie future, che saranno sviluppate e consolidate in monografie fondanti a partire dai primi anni del nuovo secolo.

### Anni duemila
Gli anni duemila appaiono come un periodo di consolidamento traduttologico per la letteratura di infanzia e adolescenza. Nel 2000 vedono la luce due monografie ad opera di Oittinen e O' Sullivan, destinate a influenzare marcatamente la teoria letteraria degli anni a venire: Translating for children di Riitta Oittinen e Kinderliterarische Komparatistik (Comparative children's literature) di Emer O'Sullivan.
L'opera di Oittinen verte sul consolidamento dell'approccio funzionalista, secondo il quale l'attività di traduzione letteraria per l'infanzia e a l'adolescenza va intesa come un'attività culturale, che deve servire uno scopo ben preciso. Tale scopo può anche non coincidere con lo scopo del testo di partenza, se questo è legato a una diversa situazione di arrivo. Questa tipologia di traduzione si vuole orientata verso il destinatario (cioè il lettore) ed è attorno a lui che l'opera traduttiva sarà costruita, prestando attenzione alla sua conoscenza del mondo e alla sua cultura. Il testo di arrivo sarà quindi modificato e adattato in favore del lettore, per facilitarne la comprensione. Il concetto di readability (leggibilità) riassume in Oittinen l'atteggiamento del traduttore, che dovrà restituire la prosodia, il ritmo e la musicalità del testo fonte, considerata l'età di riferimento del suo pubblico.
La riflessione di O' Sullivan si inserisce all'interno di un più ampio discorso traduttologico, con un approccio di tipo comparatistico, Uno dei punti salienti della sua teoria è l'individuazione, da parte della traduttologa di due voci distinte all'interno della traduzione: quella del narratore del testo di partenza e quella del traduttore. Altro punto essenziale riguarda la distinzione che O' Sullivan propone tra traduzione dialogica e traduzione monologica.
Quello che si evince da questo excursus storico è la lenta evoluzione delle teorie traduttologiche da un approccio prescrittivo e "source-oriented" a un approccio descrittivo e "target-oriented". Le iniziali traduzioni, mirate a rispettare il testo di partenza e a preservarlo nella sua forma più pura e prossima all'originale, lasciano lo spazio a delle traduzioni che spostano sempre più l'attenzione sul lettore, cercando di rendergli il testo il più accessibile possibile. Spostare il centro di attenzione sul lettore significa, quindi, interessarsi del sistema che ruota attorno ad esso, considerando il contesto e il periodo storico e socioculturale in cui questo è inserito.
Riflettendo sulle evoluzioni della traduzione della letteratura per l'infanzia e l'adolescenza in Francia, Douglas osserva che l’ambito attira l’attenzione di diverse figure: oltre ai traduttologi, l'ambito interessa gli specialisti di libri per l’infanzia e l'adolescenza, i teorici della letteratura e i pedagogisti. Secondo Douglas, gli specialisti della letteratura per l'infanzia e per l'adolescenza riconoscono la centralità dell'analisi della traduzione per il loro campo di studi, tenendo conto del contributo apportato all'evoluzione dell'identità di questo genere letterario in Europa già a partire dal XVIII secolo, ma anche del fatto che i bambini rappresentano il pubblico per eccellenza il cui solo modo per avere accesso alla letteratura straniera è la traduzione. Douglas ritiene inoltre che, per i traduttologi, l'analisi della traduzione della letteratura per l'infanzia e l'adolescenza testimoni l'esacerbazione dei fenomeni caratteristici della traduzione della letteratura in senso ampio, soprattutto per quanto riguarda l'adattamento, ad esempio nel caso dei riferimenti culturali. In questo senso, nell'introduzione al volume che presenta uno stato dell'arte della traduzione per l'infanzia e l'adoloscenza, Douglas sottolinea l'imporsi di un approccio globalmente sempre più 'sourcier' nella traduzione per l'infanzia e l'adolescenza. In una recente disamina della resa dei culturemi in un corpus di romanzi che si rivolgono ad un pubblico giovane, Piacentini sottolinea la necessità di rileggere questa evoluzione 'sourcière' alla luce delle differenti sfide traduttologiche che pongono al traduttore i diversi generi in cui si declina la traduzione della letteratura per l'infanzia e l'adolescenza.

## Traduzione e ritraduzione dei classici

### Il classico nella letteratura per ragazzi
Quando si parla di classici per l'infanzia e l'adolescenza è molto difficile, se non impossibile, giungere a una definizione unica e totalmente condivisibile di che cosa si intenda. Questo termine si carica spesso di valenze critiche, teoriche, metodologiche ed editoriali.
Il termine "classico", legato al campo della letteratura, è un termine ampio che include diversi significati. Solitamente lo si associa a tutto ciò a cui si guarda come a un modello, per le sue caratteristiche di eccellenza, per lo stile, per il contenuto, ma anche per delle motivazioni che possono essere soggettive e legate ad un gusto personale. Italo Calvino, in Perché leggere i classici, definisce come classici i testi degli autori di cui si dice "Sto rileggendo" e non " Sto leggendo", sottolineando il fatto che quel testo costituisca a tal punto un modello da spingere alla sua rilettura.

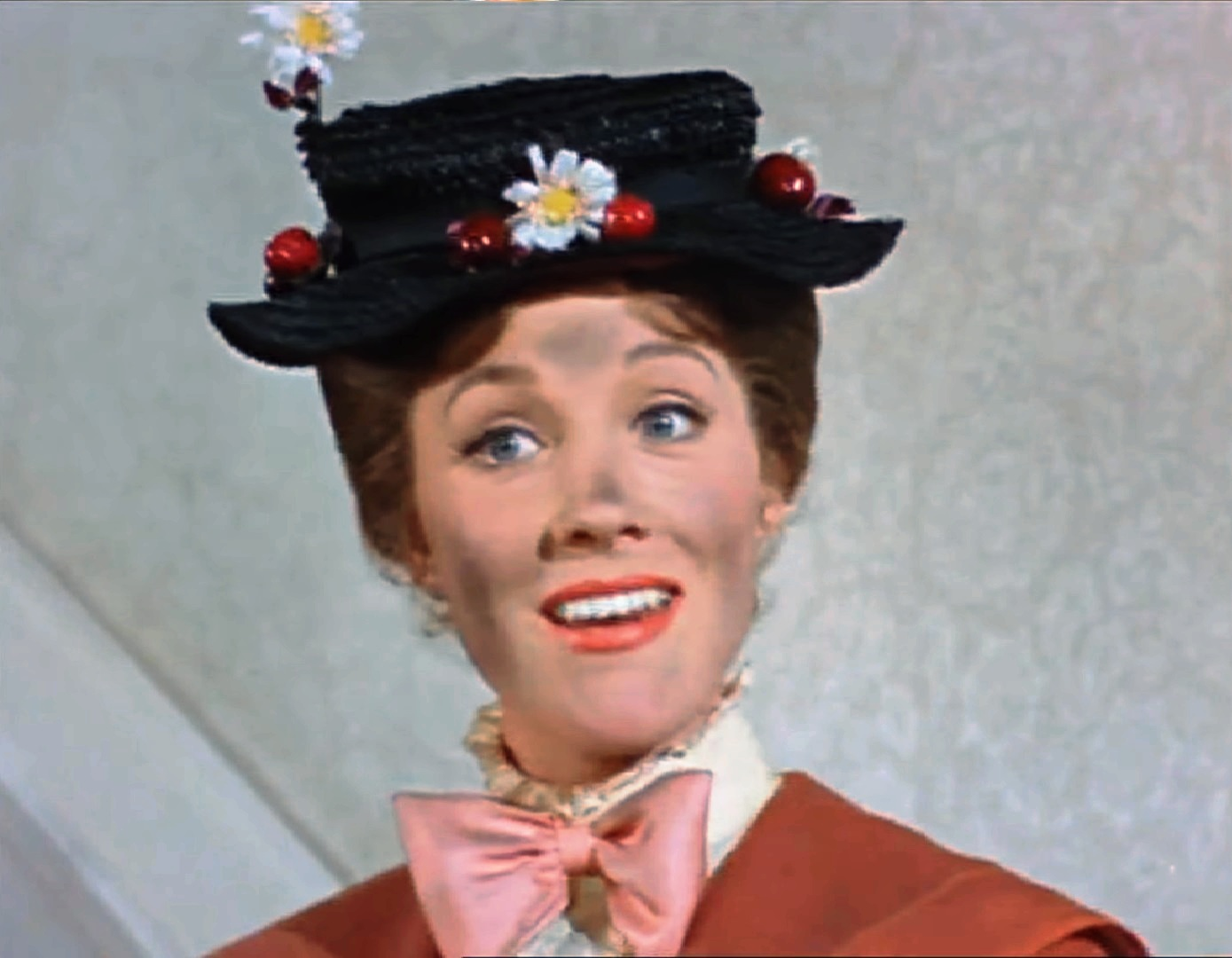
Mary Poppins, interpretata da Julie Andrews nell'omonimo film Mary Poppins di Robert Stevenson (1964)

Tra gli studiosi, si riscontrano diversi approcci: il primo approccio definisce classico quell’opera che esprime una sorta di bambino universale risultato di una visione d’infanzia come periodo idilliaco. Il secondo approccio, orientato invece alla ricezione del testo, proposto dapprima da Victor Watson e successivamente da O’Sullivan, definisce un classico sulla base del suo successo di mercato, e sul fatto di essere divenuto patrimonio collettivo e condiviso di una cultura, anche nel tempo e nei successivi adattamenti dell’opera. Questa concezione comprende quindi una prospettiva più ampia e guarda anche alla ricezione dell'opera. I classici sono lspesso consigliati dai librai e dai bibliotecari o dagli insegnanti che ne consigliano la lettura ai bambini. Un terzo approccio guarda al classico come a quel prototipo che ha ispirato e condizionato altri generi.
Per alcuni, il classico si caratterizza per la presenza di temi universali che si mantengono validi nel tempo e risultano validi anche per le generazioni future. Sicuramente una caratteristica su cui concordano tutti i teorici è che i classici sono tali nella loro atemporalità, perché rimangono classici per più generazioni. Si tratta di testi senza tempo che rimangono impressi nella memoria collettiva e che tutti sono in grado di ricordare anche dopo anni.
Accanto all'universalità dei temi e all'atemporalità dei racconti, alcuni studiosi collegano l'idea di classico anche alla pluralità di significati e alla varietà di letture che consentono. Secondo il critico britannico Frank Kermode un classico è un testo che è stato capace di dire più di quello che l'autore avrebbe voluto. L'aprirsi a molteplici interpretazioni, producendo così una molteplicità di letture possibili, permette al classico di rimanere se stesso e di modificarsi al tempo stesso.

Una scena del film Piccole donne di Gillian Armstrong (1994)

In genere quando si parla di classico per bambini, si prendono in considerazione o la fortuna della sua ricezione legata ai gusti dei giovani lettori, o la qualità letteraria che invece rispecchia il punto di vista dell’adulto. Il problema che quindi si pone nei classici è l’asimmetria tipica della letteratura per l’infanzia e l’adolescenza che ha portato gli adulti a definire cosa possa essere considerato classico o no. Va quindi detto che in questo senso i classici non sono stati definiti solo sulla base di elementi di tipo estetico e letterario, ma anche pedagogico. L’inserimento di un’opera nei classici è stata sempre basata su un canone definito da adulti per mezzo di liste di libri che, oltre a prendere in considerazione il valore letterario di tali opere, ne hanno considerato anche la funzione educativa. Un ruolo fondamentale è stato svolto, secondo Anne Lundin, dalle biblioteche che hanno contribuito largamente al processo di canonizzazione dei classici per l’infanzia. Le biblioteche hanno svolto quindi un ruolo fondamentale e hanno garantito il diffondersi di una letteratura per l’infanzia e l’adolescenza di alta qualità. Le biblioteche hanno però perso il loro ruolo negli anni sessanta del Novecento e sono state sostituite nella definizione di un canone classico dal mondo accademico.
Provando a stilare una lista di quelli che possono essere definiti "classici della letteratura per bambini e ragazzi", Antonio Faeti (in Perché leggere i Classici per bambini) offre questo elenco: Piccole donne, Peter Pan, Alice nel paese delle meraviglie, Le avventure di Pinocchio, Sussi e Biribissi, Cuore, Il vento nei salici, Il viaggio meraviglioso di Nils Holgersson, La storia del dottor Dolittle, Senza famiglia, I ragazzi della via Paal, La guerra dei bottoni, Pel di carota, Il piccolo principe, I misteri della jungla nera, Heidi, L’isola del tesoro, Mary Poppins, Il giornalino di Gian Burrasca, Ciuffettino.
È difficile stabilire quali saranno i nuovi classici. Si può tuttavia dire che tra i probabili classici del futuro vi saranno i libri crossover, ovvero quei libri intergenerazionali che non sono rivolti ad un destinatario specifico, ma che potrebbero essere letti sia da adulti, che da adolescenti, che da bambini.

### Ritraduzione dei classici
Il compito primario della traduzione è quello di permettere ad un testo di uscire dal paese di origine e di viaggiare per il mondo in modo da raggiungere più lettori possibili. La traduzione è quindi responsabile dell'attribuzione dello status di "classico" ad un testo e ciò si può notare dal fatto che nelle diverse traduzioni dei classici, nel corso del Novecento, i traduttori tendono ad essere molto fedeli al testo di partenza: evitano grandi variazioni, interventi invasivi e riformulazioni proprio in virtù del rispetto della classicità dei testi. Si tratta più precisamente di un rapporto biunivoco: i testi tradotti contribuiscono alla canonizzazione del testo originale e lo status canonico acquisito dall'opera tradotta permette il passaggio da una cultura a un'altra.
A differenza dei classici della letteratura generale, i classici per l'infanzia sono stati soggetti a svariate manipolazioni, interpretazioni, adattamenti in traduzione, a causa dello statuto minore di cui ha sofferto la letteratura per l'infanzia e l'adolescenza. Questi adattamenti, spesso motivati da scelte editoriali, compromettono in un certo senso l'identità culturale del testo fonte; i testi finiscono per acquisirne, ad ogni traduzione, una nuova a seconda del paese d'arrivo.
La ritraduzione di un classico comporta confronti rischiosi: non è facile per traduttore misurarsi con un testo già conosciuto e considerati da tutti come senza tempo. La questione si fa ancora più complessa quando si ha a che fare con la traduzione di classici per l'infanzia; in questo caso, bisogna tenere in considerazione anche la presenza dell'adulto che fa da mediatore nella lettura del libro. Come noto a tutti, i classici, che siano destinati ad un pubblico adulto o di bambini, sono soggetti a numerose riedizioni. Se il testo che viene ripubblicato si porta alle spalle anche delle traduzioni, allora si avranno anche delle ritraduzioni. Il famoso Pinocchio, dato alle stampe nel 1883, è ancora oggi il classico della letteratura per l'infanzia più tradotto al mondo: più precisamente è la seconda opera della letteratura mondiale, nonché la prima tra quelle italiane. Tale successo è dimostrato anche dal fatto che sia stato tradotto in circa 240 lingue diverse. Sia George Steiner che Lennart Hellsing mettono in evidenza l'apporto che l'adattamento della letteratura per l'infanzia ha avuto sulla salvaguardia dei classici, molti dei quali sono potuti sopravvivere solo attraverso adattamenti per l'infanzia.

La ritraduzione di un classico può essere agevolata da fattori di tipo economici: si tratta, infatti, di opere libere dai diritti d'autore che, godendo di una buona fama, sono in grado di assicurare buone vendite; la ritraduzione contribuisce al contempo ad accrescere la diffusione dell'opera.
Il processo di ritraduzione di un testo è complesso, e la nuova traduzione non deve essere vista come una sostituzione della precedente o un suo miglioramento; anzi, le traduzioni passate continuano ad essere pubblicate e continuano ad essere conservate nelle biblioteche anche con lo scopo di permettere una ricostruzione filologica dei testi. La necessità di dare alla luce una ritraduzione nasce dalla volontà di adattare il testo a diversi fattori che con il passare degli anni possono cambiare: la traduzione e la ritraduzione, infatti, si modellano sulla base di contesto sociale, culturale, storico, temporale, in modo da ottenere un testo fresco e al passo con i tempi.
La ritraduzione costituisce un ambito di ricerca fecondo: gli studi condotti sulle ritraduzioni permettono di evidenziare i cambiamenti intervenuti nelle norme e nelle strategie traduttive, la standardizzazione della lingua, o gli effetti del contesto politico o culturale.
La ritraduzione può basarsi sulla supposta obsolescenza delle traduzioni precedenti. Inoltre, la ritraduzione può soddisfare la necessità o il desiderio di riesaminare traduzioni precedenti alla luce di una conoscenza maggiore del testo, dell'autore e della cultura originale. Può spingere alla ritraduzione anche la volontà di mettere in rilievo alcuni elementi che non erano stati sufficientemente messi in evidenza nelle precedenti traduzioni. Oppure una ritraduzione può essere svolta partendo da motivazioni ideologiche che determinano il ricorso a strategie traduttive che puntano a canonizzare l'opera in questione tramite la nuova interpretazione fornita. La ritraduzione e la formazione del canone letterario sono reciprocamente dipendenti: le nuove traduzioni aiutano i testi a raggiungere lo status di classico, mentre lo status di classico promuove spesso la produzione di nuove ritraduzioni.

## Premi letterari e iniziative
Dato il suo valore e il successo editoriale ottenuto, numerosi sono i premi letterari, i riconoscimenti e le iniziative volte alla promozione della letteratura per l'infanzia e l'adolescenza e alla sua traduzione, in Italia e all'estero.

### Premi letterari e iniziative in Italia
Nel panorama italiano, molteplici sono i premi e le iniziative dedicate a questo genere letterario, nate con l'intento di valorizzare le eccellenze dell'ambito in questione e rivelatesi al contempo un valido strumento per veicolare la conoscenza della letteratura d'infanzia e per ragazzi. Tra i principali premi letterari si annoverano:
- il Premio Bancarellino di Pontremoli, storico riconoscimento la cui prima edizione risale al 1957, poco dopo il Premio Bancarella. Organizzato annualmente dalla Fondazione della Città del Libro, il concorso è riservato alle opere di narrativa destinate ai ragazzi di età compresa tra gli 11 e i 13 anni, i quali ne costituiscono la giuria premiante[60].
- il Premio di Letteratura per Ragazzi di Cento, concorso internazionale promosso dalla Fondazione Cassa di Risparmio di Cento. Nato nel 1978, esso è riservato agli autori di libri in lingua italiana, originali o tradotti, destinati a bambini e ragazzi di un'età compresa tra i 6 e i 15 anni[61].
- il Premio Andersen, promosso dall'omonima rivista mensile italiana, è un prestigioso riconoscimento italiano istituito nel 1982 e aperto alle opere di editori, autori, illustratori della letteratura per ragazzi, anche stranieri vista l'internazionalità della manifestazione, suddivise per fasce di età e generi. I libri premiati in ogni edizione concorrono poi per il SuperPremio Andersen “Gualtiero Schiaffino” per il miglior libro dell’anno, votato da una giuria di esperti, tra librai, bibliotecari, lettori e docenti[62].
- il Premio Strega Ragazze e Ragazzi e il Premio Strega Giovani, ambiti riconoscimenti entrambi nati in seno al celebre Premio Strega. Istituiti rispettivamente nel 2016 e nel 2014, il primo viene assegnato a libri di narrativa per ragazzi pubblicati in Italia divisi in tre categorie relative all'età dei destinatari (dai 6 ai 7 anni, dagli 8 ai 10 anni e dagli 11 ai 15 anni), e sono proprio i giovani lettori a decretarne i vincitori, dopo una prima selezione proposta dagli editori e da un comitato composto da studiosi e operatori nel settore. Il secondo interessa invece una giuria costituita da studenti delle scuole secondarie superiori, tenuti a scegliere ogni anno il miglior libro in concorso sui 12 libri candidati al Premio Strega[63]. In caso di vittoria di libri in traduzione, un riconoscimento viene assegnato anche al traduttore per il suo contributo fondamentale.
- il BOP – Bologna Prize for the Best Children’s Publisher of the Year, istituito nel 2015 e conferito agli editori di libri per ragazzi che più di tutti si sono distinti per le loro abilità professionali, intellettuali e per la loro creatività in ciascuna delle sei aree geografiche del mondo candidate (Africa, Centro e Sud America, Nord America, Asia, Europa, Oceania); i vincitori verranno premiati in occasione dell'annuale Fiera del Libro di Bologna[64].
- il BRAW – BolognaRagazzi Award, appartenente alla lista di premi di portata internazionale assegnati dalla Fiera del Libro di Bologna, che dal 1966 seleziona le eccellenze nel campo dell'editoria per l'infanzia e per l'adolescenza, abbracciando attraverso vari riconoscimenti e menzioni anche la specifica sezione dell’albo illustrato[65].
- il BolognaRagazzi Digital Award, riconoscimento internazionale della Fiera del Libro di Bologna per l'eccellenza e l'innovazione dei contenuti digitali in cui concorrono i migliori prodotti dell'editoria per ragazzi al passo con l'era del digitale[65].
- il Premio Carla Poesio, istituito nel 2019 e dedicato all'omonima studiosa di Letteratura per l'infanzia, la quale ha collaborato per la creazione dell'evento bolognese fin dagli albori: il riconoscimento annuale è volto alla premiazione della migliore tesi di laurea italiana in letteratura per l'infanzia[66].
- il Premio San Gerolamo, premio letterario promosso dall'Associazione italiana traduttori e interpreti e destinato ai traduttori di lingua italiana, a cui dall'ultima edizione si è aggiunta la categoria che premia i traduttori nel campo specifico della "Letteratura d'infanzia"[67].
- il Premio Estroverso, premio internazionale promosso dal Comune di Tavagnacco (provincia di Udine) per la traduzione di opere letterarie rivolte all'infanzia, da tre lingue dell'Est Europa, annualmente prescelte, verso l'italiano e/o il friulano, al fine di promuovere la letteratura per l'infanzia e valorizzare la lingua friulana nelle vesti di lingua letteraria[68].
- il Premio europeo di Letteratura per l’infanzia, istituito nel 1962 e sostenuto inizialmente dalla città di Caorle con il Premio europeo Città di Caorle, in seguito dalla Provincia Autonoma di Trento, e infine dalla Provincia di Padova, intitolato alla memoria di Pier Paolo Vergerio, un'iniziativa ha consentito un confronto a livello accademico europeo di grande interesse.[69]

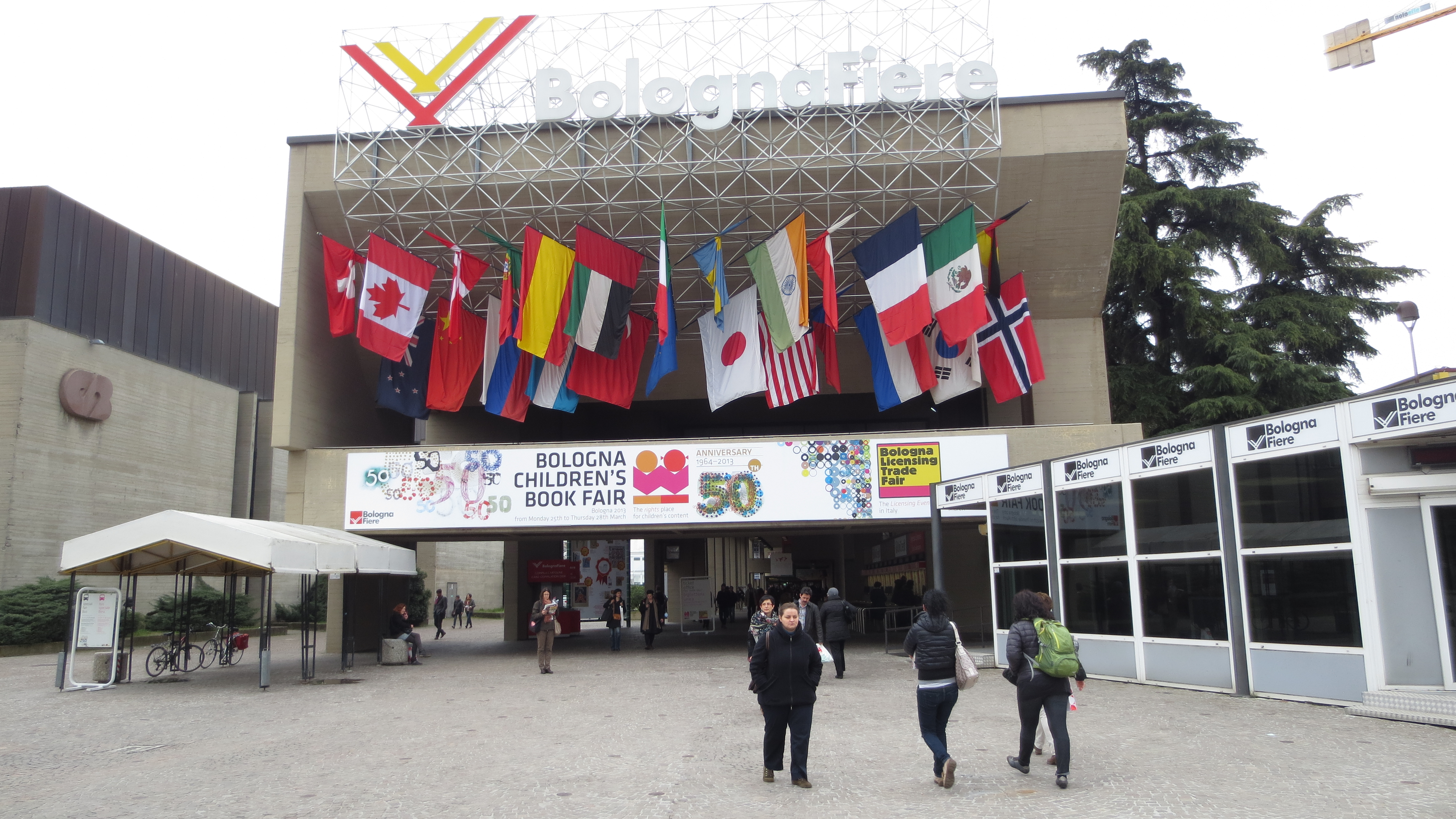
La rinomata Fiera del Libro di Bologna

Tra le principali iniziative nel campo della letteratura d'infanzia e per ragazzi organizzate in Italia, rilevante è sicuramente la già menzionata Fiera del Libro di Bologna, o Bologna Children’s Book Fair, il maggior evento fieristico di settore a livello internazionale, in occasione del quale vengono assegnati numerosi premi anche internazionali, con un occhio di riguardo nei confronti della componente traduttiva della letteratura per ragazzi. Infatti, all'interno della rassegna vi è uno spazio apposito riservato ai traduttori specializzati o a coloro che intendono cimentarsi nella traduzione della letteratura per ragazzi: il Centro traduttori della Fiera del Libro per ragazzi (Translators' Café) è un luogo di scambio formativo, che tenta di incentivare la formazione di traduttori esperti nella traduzione editoriale per ragazzi, attraverso collaborazioni, attività e concorsi, come l'iniziativa "In Altre Parole", indirizzata a traduttori in erba che traducono verso l'italiano da lingue che annualmente variano e che consente di segnalare i vincitori alle case editrici del settore. La Fiera del Libro sostiene inoltre il BookTrust inglese per il lancio dell'iniziativa "In Other Words", in supporto agli editori britannici nella ricerca e nell'acquisizione di libri per bambini in traduzione per la diffusione nel mercato di opere della letteratura d'infanzia da tutto il mondo, sostenendo così anche l'incontro tra culture.
Oltre alla rassegna bolognese, numerose sono gli incontri dedicati alla letteratura d'infanzia, come il Salone del Libro per Ragazzi di Bra, evento consolidato dedicato ai giovani lettori di età compresa dai 3 ai 16 anni, e il Salone del libro per Ragazzi di Latina, che dal 2019 organizza laboratori, attività e incontri con gli autori più rilevanti nel panorama della scrittura per giovani in Italia.
Un importante contributo per le iniziative è quello dato dal Centro MeTRa, centro studi interdisciplinare inaugurato nel 2014 presso il Dipartimento di Interpretazione e Traduzione dell'Università di Bologna - Campus di Forlì, il quale si propone come un punto di riferimento internazionale per la ricerca sulla traduzione e la mediazione linguistica a opera di e per ragazze/i, attraverso cicli di incontri, seminari, workshop, eventi e progetti, volti alla diffusione dell'approccio traduttivo nel campo dell'editoria per l'infanzia e per l'adolescenza.

### Premi letterari e iniziative in Europa
Numerosi sono i premi conferiti e le iniziative proposte nell'ambito della letteratura per l'infanzia e per ragazzi in Europa: accanto al già citato premio Hans Christian Andersen Award, occupano una posizione rilevante
- il Premio ALMA – Astrid Lindgren Memorial Award – uno dei premi internazionali più prestigiosi nell'ambito della letteratura per bambini e ragazzi, istituito nel 2002 dal Governo svedese in onore alla celebre autrice Astrid Lindgren (1907–2002). Viene assegnato annualmente ad uno o più figure del mondo letterario dell'infanzia, che siano illustratori, autori, editori o istituzioni, promotori della lettura e letteratura per bambini e ragazzi. Prevede un riconoscimento in denaro pari a 5 milioni di SEK, il corrispettivo di circa 500.000 euro, che lo rende il secondo premio letterario al mondo in termini di ricompensa finanziaria dopo il Premio Nobel per la Letteratura, oltre a godere di un grande valore a livello mondiale[74].
- il Marsh Award for Children's Literature in Translation, premio biennale istituito nel Regno Unito dal 1996 al 2017 e assegnato ai migliori traduttori a livello mondiale di libri per bambini verso la lingua inglese, promuovendo così il ruolo del traduttore e la diffusione dei libri per giovani lettori in traduzione[75].
- il Premio UNICEF di Letteratura per ragazzi, un riconoscimento istituito nel 2016 da parte di UNICEF Francia che premia i migliori libri selezionati in funzione di una tematica prescelta da una giuria composta da bambini e ragazzi. Divisi in fasce d'età, ogni categoria assegnerà il premio alle opere che sensibilizzano i diritti dei bambini e dei ragazzi e, attraverso la lettura, si fanno portatori dei valori cardine dell'UNICEF[76].
- il Premio Sorcières, prestigioso riconoscimento francese assegnato dall'Associazione delle Biblioteche Giovanili Specializzate e dall'Associazione dei Bibliotecari della Francia, che dal 1986 premia annualmente sei titoli selezionati da sei diverse categorie, per offrire ai giovani lettori di oggi non solo letture, ma spunti di riflessione[77].
- il Premio Jungendliteraturpreis, riconoscimento internazionale di letteratura giovanile, istituito nel 1956, e che viene assegnato alle eccellenze della letteratura tedesca per l'infanzia e per ragazzi, anche di autori in lingua straniera, purché tradotti in tedesco[78]. Iniziativa in seno al premio è anche il conferimento di un riconoscimento speciale, volto nell'edizione del 2021 alla premiazione di nuovi talenti nel campo della traduzione della letteratura per ragazzi.

Tra le principali iniziative organizzate a livello europeo, si annoverano:
- la Frankfurt Kids, parte della Frankfurt Buchmesse - la Fiera del Libro di Francoforte, rassegna letteraria internazionale che ha luogo nella città di Francoforte sul Meno in Germania, che organizza annualmente cicli di incontri, anche per quanto concerne il settore infantile e giovanile, in collaborazione con IBBY, per incentivare l'importanza vitale della lettura nell'educazione infantile, e durante la quale viene svolta la cerimonia della premiazione per il Premio Jugendliteraturpreis[79].
- la London Book Fair, l'incontro annuale londinese, considerato il secondo per importanza dopo quello di Francoforte, che dal 1971 si propone come luogo di negoziazione e distribuzione per l'editoria internazionale. Durante i tre giorni della Fiera, vengono organizzati eventi, incontri, seminari ed attività per avvicinare il pubblico al mondo della lettura, con un’attenzione particolare anche al mondo della letteratura per l’infanzia, che costituisce un settore a sé stante all'interno del polo fieristico[80].Salon du livre jeunesse a Montreuil (Parigi)

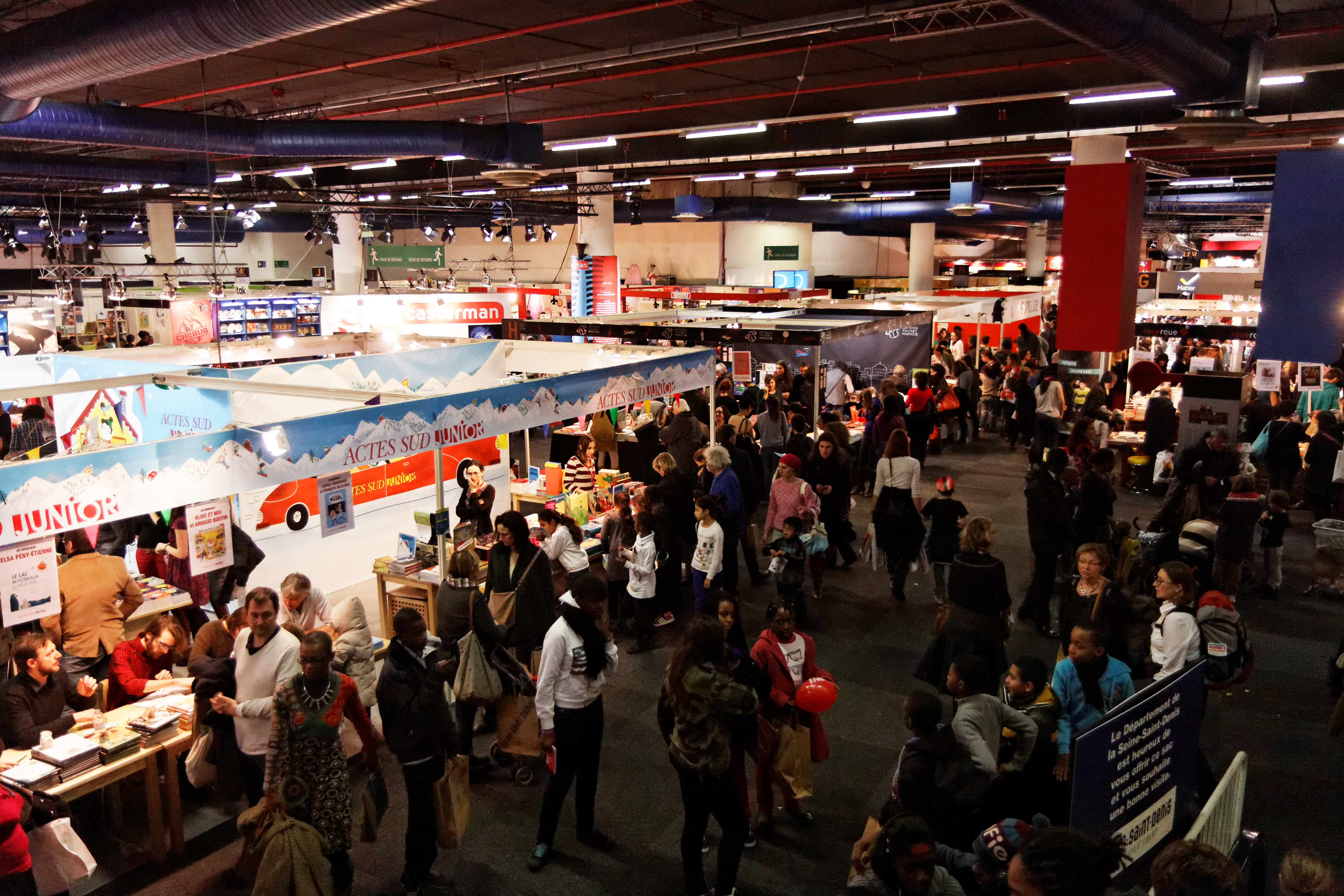
Salon du livre jeunesse a Montreuil (Parigi)

- il Salon du livre et de la presse jeunesse, una delle più importanti fiere annuali dedicate alla letteratura per bambini e ragazzi in Francia, che si tiene a Montreuil. Organizzata per la prima volta nel 1984, ogni anno attribuisce le cosiddette "Pépites du Salon de Montreuil"[81].

I suddetti premi e iniziative, sia a livello nazionale che internazionale, ci fanno comprendere la vastità e la complessità intrinseca al genere letterario in questione, il cui valore e il crescente successo ruotano attorno al lavoro incessante di tre figure fondamentali: autori, traduttori e illustratori.

## L'illustrazione nella letteratura per l'infanzia
La maggior parte dei libri per bambini e degli albi illustrati presentano una particolare combinazione di codice scritto (testo) e di codice visivo (illustrazione), che rende il linguaggio espressivo di ogni opera unico e difficilmente classificabile. Il rapporto tra parole e immagini può variare, ma rimane inscindibile. Nella cosiddetta “letteratura illustrata”, il contenuto scritto trasmette il messaggio e stimola la comprensione della storia, mentre simultaneamente l’aspetto iconografico induce delle reazioni emotive, delle riflessioni e sollecita l’immaginazione del giovane lettore. In alcuni casi, anche i confini spaziali tra illustrazione e testo si fondono, tramite l’uso di caratteri grafici particolari o fumettizzati, in una compenetrazione artistica.

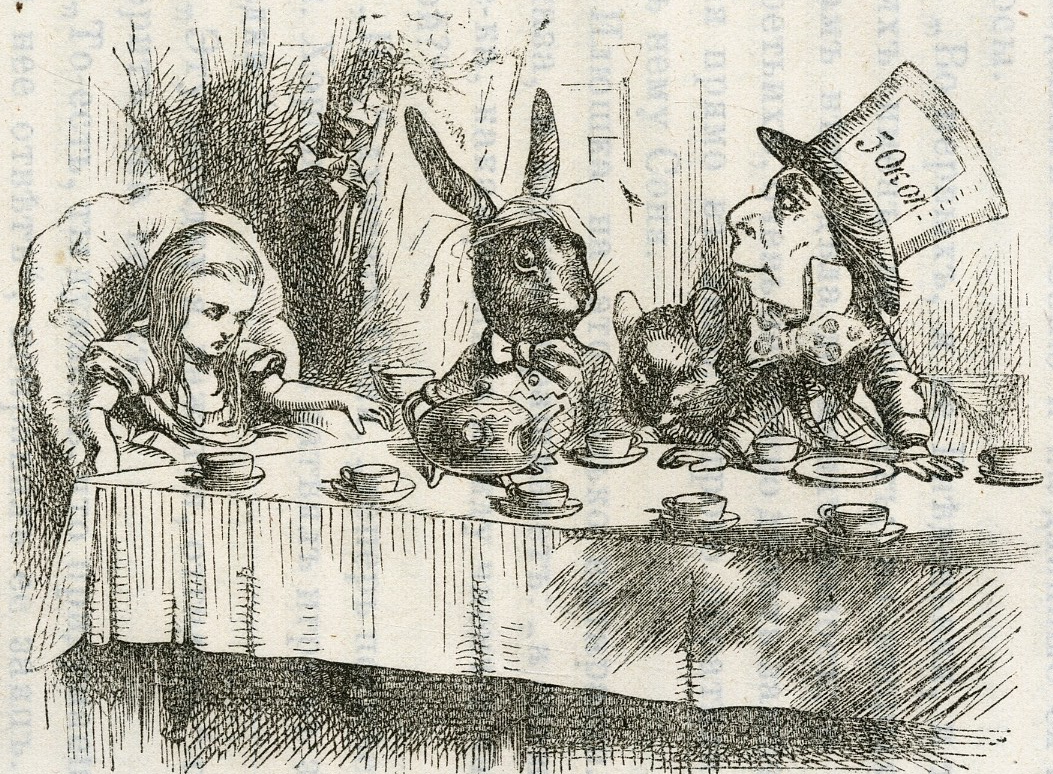
Prima versione illustrata da John Tenniell di "Alice nel Paese delle Meraviglie" di Lewis Carroll (1866).

Se fino alla metà del XX secolo l’immagine ricopriva un ruolo puramente decorativo, oggi la componente visiva acquisisce sempre più spesso un ruolo complementare alla narrazione e può rivelare delle informazioni aggiuntive sui personaggi e sulla loro età. Allo stesso modo, l’illustrazione è in grado di collocare il racconto in una particolare epoca storica o in un determinato contesto socio-culturale.
Il rapporto tra testo e parole può svilupparsi secondo diverse modalità.
- le immagini possono essere coerenti con ciò che è parallelamente raccontato nel testo;
- le immagini posso entrare in contraddizione con la narrazione, suscitando reazioni diverse nel lettore;
- le immaginini possono accompagnare a o anticipare la narrazione[84].

A seconda delle loro dimensioni e del posto che occupano nella pagina, le illustrazioni influenzano sempre la punteggiatura, la lunghezza delle frasi, il ritmo della narrazione e la leggibilità del testo a voce alta. Tutti questi aspetti peculiari e il rapporto d’interdipendenza che collega l’immagine al testo non sono in alcun modo trascurabili durante il processo di traduzione. Nel caso della traduzione di un albo illustrato, il traduttore si trova di fronte a una serie di vincoli che la traduzione della letteratura per adulti non presenta. L’immagine è parte integrante del testo e questo può costituire un ostacolo culturale ossia agevolare il processo traduttivo. Il traduttore si occupa generalmente della resa dei contenuti verbali, ma nel farlo deve saper interpretare anche tutti gli elementi non-verbali e paratestuali che concorrono alla trasmissione del messaggio.
Le immagini, con il loro stile, forme e colori, comunicano sempre un contenuto semantico e un tono retorico utile al lettore (e al traduttore) per contestualizzare la narrazione. Salvo rare eccezioni, l’illustrazione per bambini si esprime attraverso un linguaggio mimico, ovvero accompagna la trama adoperando un linguaggio teatrale che rivela molto della cultura e dell’epoca nella quale il gesto (e la storia) si svolge. Le azioni e le emozioni dei personaggi sono rispecchiate nella mimica dei loro gesti. Per interpretarli correttamente, il traduttore dovrà, dunque, conoscere il repertorio gestuale e l’espressività facciale di quella particolare cultura. Altrimenti vi è la possibilità che fraintenda i codici retorici dell’immagine e incorra in equivoci narrativi, con la conseguente distorsione di parti del racconto.
Secondo alcune correnti teoriche, il traduttore deve essere preparato a colmare eventuali lacune interpretative, in modo da restituire al suo pubblico lo stesso effetto immagine-testo dell’originale. Secondo altri teorici, invece, il traduttore non può in alcun modo sovrainterpretare o spiegare la parte iconica interferendo tra di essa e l’immaginazione del bambino, che costruirà in autonomia un ponte tra parole e figure.
Oltre all’autore, anche il traduttore si trova davanti ad un duplice destinatario: il pubblico dei bambini e dei ragazzi per cui il libro è pensato e un pubblico adulto (genitori, maestri, professori) che, scegliendo di proporre un certo libro, svolgono il ruolo d’intermediario tra i giovani e la letteratura. Per questo motivo, sempre più spesso le illustrazioni degli albi destinati ai bambini si esprimono su più livelli e, grazie a rimandi intertestuali specifici, diventano accattivanti anche per gli adulti (crossover fiction).

### Premi e iniziative per l'illustrazione in Italia
L’obiettivo dei premi e riconoscimenti è dare visibilità al lavoro di illustratori meritevoli. Tra i numerosi riconoscimenti dedicati all’illustrazione in Italia si annoverano:
- Il Premio Internazionale d’Illustrazione Bologna Children’s Book Fair– Fundación SM è un riconoscimento istituito nel 2009 che ha la finalità di scoprire, incoraggiare e sostenere i nuovi talenti dell’illustrazione. Rivolto agli artisti fino a 35 anni già selezionati per la Mostra Illustratori, il premio offre al vincitore un assegno di quindicimila dollari che potrà impiegare per creare, entro un anno, un albo illustrato che sarà pubblicato dalla casa editrice spagnola SM. Gli originali delle illustrazioni del libro sono poi sempre presentate in una mostra personale nell’edizione successiva della Fiera del Libro per Ragazzi di Bologna[87].
- Il Grant Award Ars In Fabula, istituito nel 2012 dalla scuola d’illustrazione Ars in Fabula e dalla Bologna Children’s Book Fair, nasce con l’intento di premiare il talento giovanile con una borsa di studio. Si rivolge ai giovani di età inferiore ai 30 anni che non hanno ancora pubblicato il loro primo libro e che vengono selezionati alla Mostra Illustratori della Fiera del Libro per Ragazzi di Bologna. Questo premio dà la possibilità di frequentare il Master in Illustrazione Editoriale Ars in Fabula ed è assegnato ogni anno da una giuria di esperti in occasione della Fiera del libro di Bologna[88].
- Il Silent Book Contest istituito nel 2018 in memoria di Gianni De Conno (Milano, 1957-2017) e divenuto rapidamente un concorso di rilevanza internazionale, grazie anche alla collaborazione con la Fiera del Libro di Bologna e con il Salone del libro di Torino, che espongono le opere dei finalisti. Il concorso seleziona solo albi inediti e senza testo: la narrativa dei libri partecipanti è esclusivamente figurativa. Il vincitore vedrà pubblicato il suo progetto con la casa editrice Carthusia[89].
- Il Premio di Illustrazione Editoriale “Livio Sossi” nell’ambito di Lucca Comics & Games e in collaborazione con KITE Edizioni e Book on a Tree, finalizzato alla realizzazione di un albo illustrato a partire da un testo inedito proposto dall’organizzazione. Il premio è dedicato alla memoria del professor Livio Sossi (Trieste, 1951-2019), tra i massimi esperti di illustrazione e letteratura per ragazzi, docente universitario, saggista, promotore del libro e della cultura per l'infanzia, nonché presidente di giuria del Concorso Lucca Junior fin dalla sua prima edizione nel 2007[90].L'illustratore Stepan Zavrel.

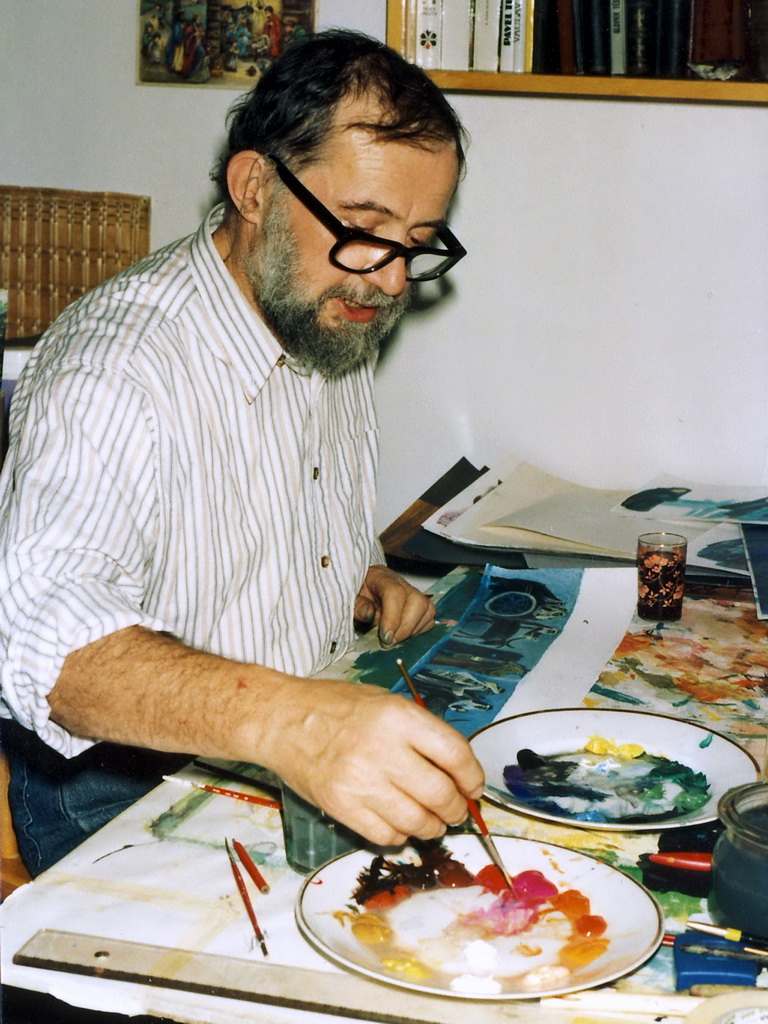
L'illustratore Stepan Zavrel.

- Dal 2008 la prestigiosa catena di negozi di giochi creativi La Città del Sole indice ogni anno un concorso per individuare l'Illustratore dell’anno che avrà il compito di disegnare il loro "Calendario d’autore" destinato ai loro migliori clienti e rende questa occasione un'importante vetrina a livello nazionale[91].
- Il Concorso Internazionale di Illustrazione per l’infanzia “Scarpetta d’Oro” nasce nel 1995 come progetto didattico-culturale dall’iniziativa di alcuni insegnanti della Riviera del Brenta per sensibilizzare le nuove generazioni alla tradizione manifatturiera di eccellenza del territorio: la lavorazione della calzatura. Da allora, i calzaturieri e gli enti locali della Riviera del Brenta, hanno aperto il concorso anche a disegnatori e illustratori per l’infanzia le cui opere siano ispirate al tema della calzatura[92].

Tra le molteplici iniziative dedicate all'illustrazione troviamo:
- Inchiostro Festival è un evento culturale performativo per illustratori, calligrafi e stampatori d’arte che ogni anno danno vita ad un laboratorio aperto al pubblico e ad una “Battaglia degli illustratori” nel Chiostro di Santa Maria di Castello ad Alessandria. La kermesse promuove anche un concorso per giovani illustratori, tra i quali il vincitore per la miglior incisione ottiene il Premio speciale “Franco Sassi” e un master presso uno degli stampatori partner della manifestazione[93].
- Dal 1983 nella Casa della Fantasia di Sarmede si svolge la Mostra internazionale d'illustrazione per l'infanzia "Le immagini della fantasia", che espone le opere di illustratori provenienti da tutto il mondo. La Fondazione Stepan Zavrel che la promuove ha lo scopo di esaltare il valore artistico ed educativo dell'albo illustrato e per questo ha ricevuto due volte (2010 e 2012) il premio Hans Christian Andersen come ente promotore nella diffusione del libro e la lettura[94].
- Il Museo diocesano di Padova organizza la rassegna internazionale I colori del Sacro che, con cadenza biennale, dal 2002 espone al grande pubblico le tavole originali di artisti che si esprimono su grandi temi universali[95].
- La Adriano Salani Editore ha digitalizzato l'archivio dei suoi 30.000 disegni originali, che copre il periodo storico dalla fine dell'Ottocento agli anni Ottanta del Novecento. Il progetto Illustrazioni e Illustratori dell'Archivio Salani è stato creato in collaborazione con il Laboratorio di Arti Visive della Scuola Normale di Pisa per permettere a tutti di condurre ricerche e studiare lo sviluppo dell'immaginario del disegno figurativo italiano, a partire dai figurinai ottocenteschi e terminando con le serie moderne del calibro di Heidi[96].

### Premi e iniziative per l'illustrazione nel mondo

Omaggio alle opere di Grazia Nidasio, insignita del Premio Andersen nel 1987.

Insieme al già citato Premio Hans Christian Andersen promosso da IBBY che, oltre all'autore e al traduttore di letteratura per l'infanzia, conferisce un "piccolo nobel" anche al Miglior Illustratore dell'anno, tra i riconoscimenti dedicati all'illustrazione per bambini nel mondo troviamo:
- Il Chen Bochui International Children's Literature Award (CICLA) è uno dei premi letterari più longevi in Cina, fondato nel 1981 dallo scrittore per ragazzi di Shanghai Chen Bochui (1906-1997). Onora autori, illustratori e professionisti che hanno dato un grande contributo alla letteratura per ragazzi in Cina e nel mondo. Dal 2014, è stato riformulato come un concorso internazionale che premia la miglior opera letteraria in lingua cinese e il miglior libro illustrato internazionale[97].
- Il Fondo Cultura Económica messicano propone A la Orilla del Viento, uno dei più noti concorsi latinoamericani per albi illustrati[98].
- I V&A Illustration Awards che dal 1972 sono divenuti il concorso annuale di illustrazione più prestigioso del Regno Unito. I premi celebrano l'eccellenza nell'illustrazione nelle categorie: design di copertine di libri, illustrazione di libri e giornalismo illustrato[99].
- Il concorso Illustrarte che si tiene biennalmente in Portogallo, raccoglie una raffinata selezione di opere e offre grande visibilità a tutti gli illustratori partecipanti sul mercato europeo[100].

Sebbene il fumetto non sia un genere esclusivamente legato alla letteratura per ragazzi, ma essendo l’illustrazione il suo principale canale comunicativo, è doveroso ricordare il Festival d’Angoulême, il Premio Gran Guinigi di Lucca Comics, il Salone Internazionale del Fumetto - Comicon di Napoli e il Treviso Comic Book Festival tra le iniziative dedicate alla narrativa grafica.

## Editoria per l'infanzia e l'adolescenza

### Introduzione
Negli ultimi decenni, la letteratura per l'infanzia e l'adolescenza si è dimostrata un settore editoriale in costante crescita, capace di mantenere un trend positivo anche negli anni di crisi del mondo dell'edizione. In questo senso, costituisce un settore forte e particolarmente redditizio, a dispetto del suo essere ancora considerata in alcuni contesti, l'espressione di un genere 'minore'..
Come mostrano i dati delle principali associazioni di editori, il mercato europeo e mondiale di libri per l'infanzia e l'adolescenza si mantiene dinamico. Questo dinamismo sorprende se si considera che questa fetta di mercato ha dovuto affrontare, oltre alla crisi che lo accomunava agli altri segmenti dell'edizione, alcune problemi specifici, ovvero il calo demografico e il sempre minore interesse per la lettura dovuto specialmente alla diffusione delle nuove tecnologie che occupano il tempo libero dei giovani.
Come sottolineato da Baccalario e Peresson, l'editoria per l'infanzia e l'adolescenza deve la sua stabilità e il suo costante sviluppo alla naturale predisposizione all'innovazione che la contraddistingue; la parola innovazione in questo senso non è sinonimo di digitalizzazione ma include molti più aspetti, tra i quali la capacità di proporre un'offerta migliore al proprio pubblico grazie ad un attento monitoraggio dei gusti dei giovani lettori.

### Collane editoriali per bambini e ragazzi
Già alla fine del secolo XIX, in Italia, vari editori iniziarono a dedicare specifiche collane ad un pubblico giovane.

#### Anni venti e trenta
Negli anni venti nasce Medusa, la prima collana economica in paperback tascabile di narrativa europea, mentre quella italiana fu pubblicata specialmente dalla Bompiani che pubblicò anche l’antologia Americana (1942) curata da Elio Vittorini.
Rinomata fu l’iniziativa di Mondadori della creazione di La Lampada (fino al 1927), una bibliotechina per ragazzi, illustrata strutturata organicamente in 75 volumi a basso costo ma graficamente molto curata (tra gli autori anche Gozzano e Capuana).

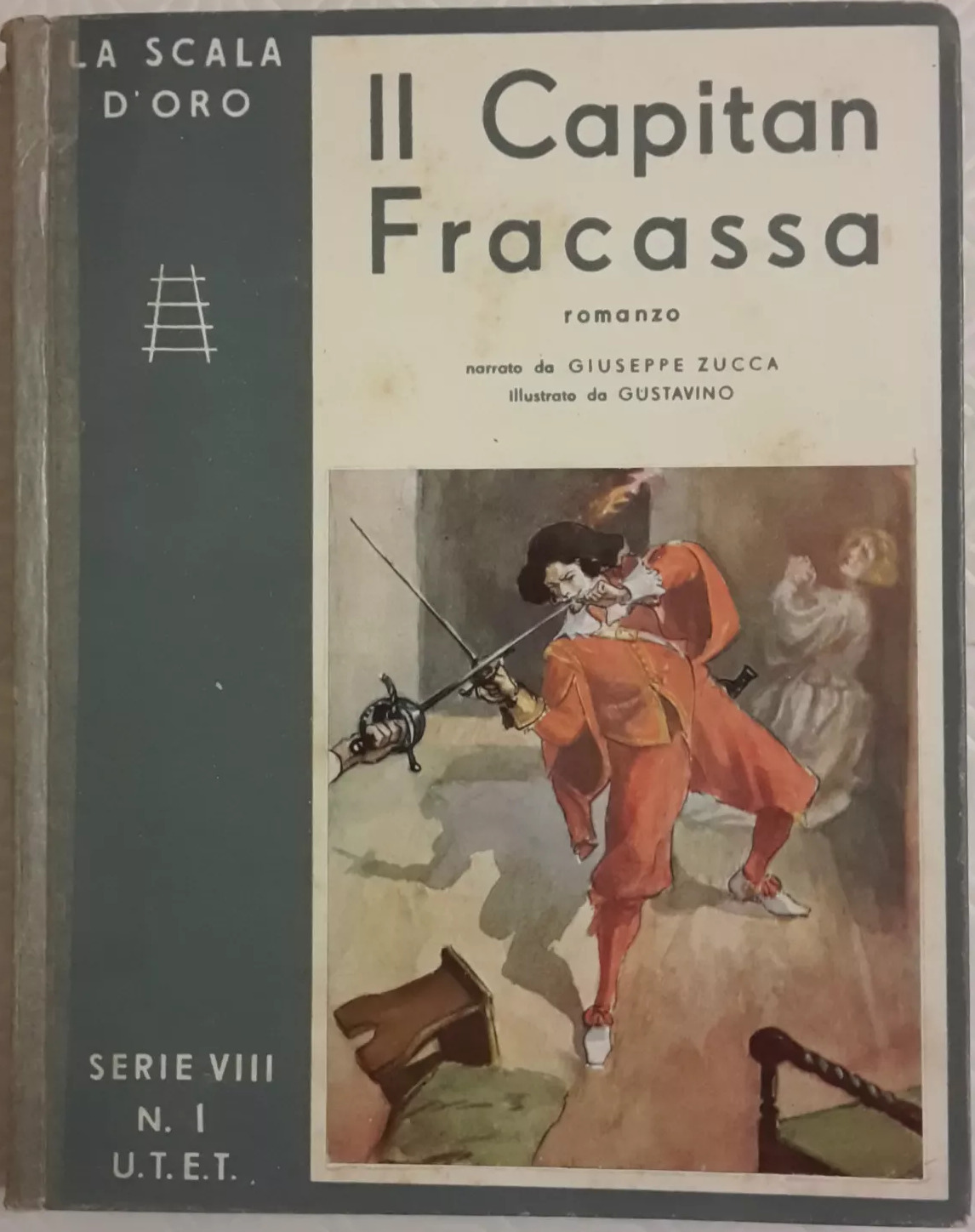
Il Capitan Fracassa, dalla collana La scala d'oro

Nel 1930, a solo un anno dalla fondazione della casa editrice, Bompiani pubblica le collane I libri d’acciaio, pubblicizzati come “libri moderni per ragazzi moderni”, per andare incontro alle esigenze dei giovani lettori del tempo, che rappresentavano una fetta di mercato sempre più interessante. Le storie erano principalmente fantascientifiche e di avventura. La collana tuttavia non ebbe il successo sperato. La grafica era ispirata all’estetica futuristica, con copertina in alluminio e illustrazioni a colori. Sulla scia del successo dei Libri gialli di Mondadori, Bompiani iniziò la pubblicazione di romanzi polizieschi e del mistero indirizzati anche ad un pubblico giovane. Tra il 1932 e il 1945 la torinese UTET pubblica la collana La scala d’oro, divisa in otto serie graduate con letture dai 6 ai 13 anni d’età. Questa collana rappresenta un importante progetto in quanto preannuncia il cammino dell’editoria per bambini e ragazzi dal dopoguerra fino ai nostri giorni. La collana mostra una buona cura editoriale.Oltre ad adattamenti dei classici della letteratura (dall’epica al romanzo al teatro), sono presenti anche testi di divulgazione scientifica.

#### Anni cinquanta e sessanta
Nel corso degli anni Cinquanta vi fu il varo di nuove collane di qualità; I gettoni di Einaudi, I libri del tempo di Laterza, la collezione in ottanta volumi La letteratura italiana. Storia e testi (1951) inaugurata da Ricciardi.
Il 27 aprile del 1965 la Mondadori lancia la celebre collana economica tascabile Oscar; l’edicola diventa il canale principale di diffusione e si assiste così a una vera rivoluzione nella commercializzazione del libro nella quale si portava fra i potenziali lettori, ad un ritmo periodico e preciso e con prezzo conveniente (350 lire), i grandi successi della letteratura. Tra le sottocollane, troviamo Oscar junior (2010) e Oscar ragazzi, indirizzate specificatamente al pubblico giovanile.

#### Anni novanta
Nel corso degli anni Novanta l'editoria ha cercato di fronteggiare il calo dei lettori “tascabilizzando” la produzione; escono così i mini tascabili di Stampa alternativa cioè i Millelire e i tascabili della Newton-Compton (1991-1992), fino ai Miti (1995) di Mondadori. I Millelire, piccoli volumi di poche pagine furono un fenomeno geniale e coraggioso che innescò una vera e propria rivoluzione del settore. Nacque così la sottocollana degli Oscar, i Miti, il cui successo, grazie anche ad una efficace azione di marketing, rianimò il settore intero.

Logo di Geronimo Stilton

Alla fine del secolo le Edizioni Piemme aprirono la fortunata collana Il Battello a vapore (1992), ispirata alla collana spagnola El barco de vapor. In questa collana, il fenomeno che riscosse maggior popolarità fu quello di Geronimo Stilton (2000) dell'autrice Elisabetta Dami, che divenne un successo planetario tradotto in 46 lingue.
Bompiani ritorna nell’editoria per ragazzi con la collana I delfini (1994). Con la direzione di Antonio Faeti ricompaiono autori e titoli più o meno classici ormai riconosciuti come vere e proprie pietre miliari della letteratura per ragazzi: Christopher Pike con Amiche per la pelle, Clive Barker e il suo La casa delle vacanze, Quando Hitler rubò il coniglio rosa di Judith Kerr, ma anche Cinque bambini e la cosa di Edith Nesbit, Tarzan delle scimmie di E.R. Burroughs e Le avventure di Stuart Little di E.B. White, e ancora Marie-Aude Murail, Christine Nöstlinger, Bart Moeyaert, Roberto Piumini.

#### Anni duemila
Nel nuovo secolo diverse case editrici hanno lanciato nuove collane. La storica casa editrice Feltrinelli nel 1999 ha inaugurato la collana Feltrinelli Kids, in cui vengono valorizzati autori sia italiani che stranieri. il Gruppo editoriale EL-Einaudi Ragazzi-Emme ha acquisito i diritti dell’intera opera di Gianni Rodari, al quale è stata dedicata una collana specifica. Le Edizioni San Paolo hanno inaugurato la collana Jam nel 2002 con lo slogan “tanta frutta per crescere” offrendo, grazie ad un progetto organico, un vasto numero di letture divise per tipologie e fasce d’età. Più recente è l’ingresso nel mercato del libro per ragazzi dell’editore Fanucci che avviene nel 2005 con la collana Teens, dedicata agli adolescenti. Il numero di case editrici che si specializzano oggi nella pubblicazione di libri per l'infanzia e l'adolescenza è in costante aumento. Parallelamente cresce il numero di collane dedicate a questo segmento editoriale specifico anche presso editori generalisti.

## Invisibilità del traduttore
Il concetto di invisibilità del traduttore fu teorizzato dal traduttore statunitense Lawrence Venuti in un saggio del 1995 intitolato The Translator's Invisibility: A History of Translation. In questo saggio, Venuti cerca di ripercorrere la storia della traduzione, soffermandosi in particolar modo su quella del mondo anglosassone., e mette in discussione il concetto di invisibilità dei traduttori affermando che "[...] non solo costituisce una mistificazione dell’intero progetto della traduzione, ma [...] sembra direttamente legata al ruolo di poco conto che è ancora oggi attribuito al loro lavoro. I traduttori, con pochissime eccezioni, ricevono a mala pena il minimo riconoscimento per il loro lavoro". Secondo Venuti, due approcci sono possibili in traduzione: Venuti conia due termini per definire i due possibili approcci traduttivi che il traduttore può seguire: foreignization e domestication. Quando il traduttore adotta una strategia straniante (foreignization), egli attua delle scelte traduttive che riportano nella traduzione tutte le differenze culturali e gli elementi culturospecifici presenti nel testo di partenza. Questo tipo di approccio va, per così dire, a "disturbare" il lettore, avvicinandolo alla cultura di origine del testo. Al contrario, quando il traduttore adotta una strategia addomesticante (domestication), è l'autore che viene "disturbato", è il testo fonte che si avvicina alla cultura di arrivo, eliminando gli elementi che rendevano percepibile nel testo la cultura d'origine e trasportando in tal modo il testo e il suo autore nella cultura di arrivo. Attraverso questo approccio addomesticante del testo, il traduttore modifica le strutture semantiche originali che caratterizzano la lingua di partenza, nasconde ed elimina i riferimenti culturali che erano originariamente presenti nel testo fonte, ma soprattutto egli rende invisibile il suo intervento essenziale sul testo. Venuti afferma, infatti, che una traduzione è considerata accettabile da editori, critici e lettori, nel momento in cui la sua lettura risulti fluida, scorrevole e senza intoppi, e sia in grado di riflettere il significato essenziale del testo fonte e le intenzioni dello scrittore, senza però far percepire il suo status di traduzione. In tal modo il lettore non farà alcuno sforzo per interpretare i riferimenti alla lingua di partenza o le possibili differenze culturali esistenti, in quanto queste risultano totalmente assenti nel testo finale.
All'inizio del suo libro, Venuti cita lo scrittore e traduttore statunitense Norman Shapiro, che afferma: "Vedo la traduzione come il tentativo di produrre un testo così trasparente da non sembrare tradotto. Una buona traduzione è come una lastra di vetro. Si nota che c'è solo quando ci sono delle imperfezioni: graffi, bolle. L'ideale è che non ce ne siano affatto. Non dovrebbe mai attirare l'attenzione su di sé." Una buona traduzione sarebbe, dunque, una traduzione che non appare come tale.
La condizione di invisibilità del traduttore tuttavia non si ferma al solo testo tradotto: il traduttore letterario è invisibile sia a livello testuale che a livello socio-economico. La critica letteraria, infatti, ha sempre avuto un interesse particolare per la vita e la carriera degli autori, interesse che non si è tuttavia esteso alla vita e alla carriera dei traduttori di opere letterarie. Difatti, quello che ci si aspetta normalmente è che il traduttore sia una figura che agisce nell'ombra, che si mette al servizio del testo in veste di "autore invisibile". Gli stessi studiosi della traduzione sono sempre stati mossi da questa tendenza, adottando delle strategie focalizzate sull'atto pratico di traduzione e sul peso che ha sul lettore, dedicando quindi pochissimo tempo e attenzione all'esperienza di coloro che hanno dato vita alla traduzione stessa.

### La Convenzione di Berna
L'invisibilità del traduttore sfocia in un mancato riconoscimento legale dello stesso, mentre allo scrittore straniero vengono attribuiti un ruolo cruciale e una priorità indubbia.
Un primo passo nella direzione di un riconoscimento dell'attività svolta dal traduttore viene compiuto grazie alla Convenzione di Berna per la Protezione delle Opere Letterarie e Artistiche (firmata il 9 settembre 1886), la Convenzione internazionale con cui gli stati membri si impegnano a tutelare i diritti degli autori e di ogni altro soggetto che sia titolare degli stessi diritti sulle opere letterarie e artistiche. L'art. 2 della Convenzione chiarisce che vengono protetti "come opere originali, senza pregiudizio dei diritti dell’autore dell’opera originale, le traduzioni, gli adattamenti, le riduzioni musicali e le altre trasformazioni di un’opera letteraria e artistica". Dunque le traduzioni godono di tale tutela in tutti i paesi dell'Unione.
Tuttavia, nonostante i progressi apportati dalla Convenzione di Berna, un'inchiesta del CEATL (Conséil Européen des Associations de Traducteurs Littéraires) svoltasi tra il 2007 e il 2008 mostra come, a livello europeo, permangano ancora differenze sostanziali tra i vari paesi per quanto riguarda fattori come la remunerazione, i sistemi di previdenza sociale e il regime fiscale dei traduttori letterari. Attualmente in Italia la traduzione editoriale non è considerata esercizio di arte o professione e a livello contrattuale non esiste alcun tipo di raccomandazione o accordo in termini di remunerazioni minime. Inoltre, il regime fiscale applicato non è quello applicato ai traduttori tecnici ma quello applicato agli autori: il traduttore editoriale, quindi, guadagna cedendo a una casa editrice il suo diritto d'autore sulla traduzione prodotta. Tuttavia, non vige alcun vincolo contrattuale che obblighi la casa editrice a pubblicare la sua traduzione.

### Invisibilità del traduttore di libri per l'infanzia e adolescenza
Il concetto di invisibilità del traduttore terrorizzato da Venuti è estremamente legato e pertinente alla traduzione di libri per l’infanzia e l’adolescenza. La traduttologa Gillian Lathey si sofferma sulla condizione di invisibilità dei traduttori di letteratura per l'infanzia e l'adolescenza nella sua opera The Role of Translators in Children’s Literature: Invisible Storytellers (2010). Lathey descrive i traduttori di questo genere letterario come "cantastorie invisibili": i traduttori, pur non avendo scritto il testo originale, devono avere capacità simili a quelle di uno scrittore, in termini di creatività stilistica e semantica, per poterlo tradurre con successo. Tuttavia, l loro lavoro e le loro capacità rimangono spesso nell’ombra. Basti pensare che le prime traduzioni di molti classici rimangono tutt'oggi anonime.
L'invisibilità che caratterizza i traduttori letterari per l'infanzia e l'adolescenza è senza dubbio accresciuta dal ruolo marginale attribuito a questa letteratura Effettivamente, l’attribuzione di uno status letterario ai testi composti per i più giovani è stata spesso messa in discussione, poiché questi testi vengono ritenuti inferiori, fin troppo semplici e spesso anche banali. A tal proposito, proprio la brevità narrativa del testo e la presenza di immagini sono state considerate delle caratteristiche che, secondo alcuni, denoterebbero una facilità nella scrittura e quindi una conseguente facilità nella loro traduzione. Al contrario, secondo Lathey, la traduzione della letteratura per l’infanzia e l’adolescenza comporta innumerevoli difficoltà.. Oltre alla creatività di cui devono fare prova, i traduttori di libri destinati ad un pubblico giovane hanno un ruolo formativo determinante. Più precisamente, secondo Lathey, "i traduttori della letteratura dei bambini sono mediatori non solo di contesti sociali e culturali non familiari, ma anche dei valori e delle aspettative dell'infanzia codificata nel testo originale"